# Sabrang (Ambulu)
Sabrang is een bestuurslaag in het regentschap Jember van de provincie Oost-Java, Indonesië. Sabrang telt 14.577 inwoners (volkstelling 2010).